# RSL24D1
RSL24D1 (англ. Ribosomal L24 domain containing 1) – білок, який кодується однойменним геном, розташованим у людей на короткому плечі 15-ї хромосоми. Довжина поліпептидного ланцюга білка становить 163 амінокислот, а молекулярна маса — 19 621.
| 10         |  | 20         |  | 30         |  | 40         |  | 50         |
| ---------- |  | ---------- |  | ---------- |  | ---------- |  | ---------- |
| MRIEKCYFCS |  | GPIYPGHGMM |  | FVRNDCKVFR |  | FCKSKCHKNF |  | KKKRNPRKVR |
| WTKAFRKAAG |  | KELTVDNSFE |  | FEKRRNEPIK |  | YQRELWNKTI |  | DAMKRVEEIK |
| QKRQAKFIMN |  | RLKKNKELQK |  | VQDIKEVKQN |  | IHLIRAPLAG |  | KGKQLEEKMV |
| QQLQEDVDME |  | DAP        |  |            |  |            |  |            |

A: Аланін

C: Цистеїн

D: Аспарагінова кислота

E: Глутамінова кислота

F: Фенілаланін

G: Гліцин

H: Гістидин

I: Ізолейцин

K: Лізин

L: Лейцин

M: Метіонін

N: Аспарагін

P: Пролін

Q: Глутамін

R: Аргінін

S: Серин

T: Треонін

V: Валін

W: Триптофан

Задіяний у такому біологічному процесі, як біогенез рибосом. 
Локалізований у ядрі.